# Caledonian MacBrayne
La Caledonian MacBrayne (souvent raccourcie en Cal Mac; Caledonian Mac a' Bhriuthainn en gaélique écossais) est la principale compagnie maritime de transport de passagers et de véhicules entre le continent écossais et vingt-deux des principales îles de la côte ouest de l'Écosse. Elle a un statut d'entreprise publique contrôlée par le gouvernement écossais et possède une flotte de vingt-neuf ferrys.

## Routes

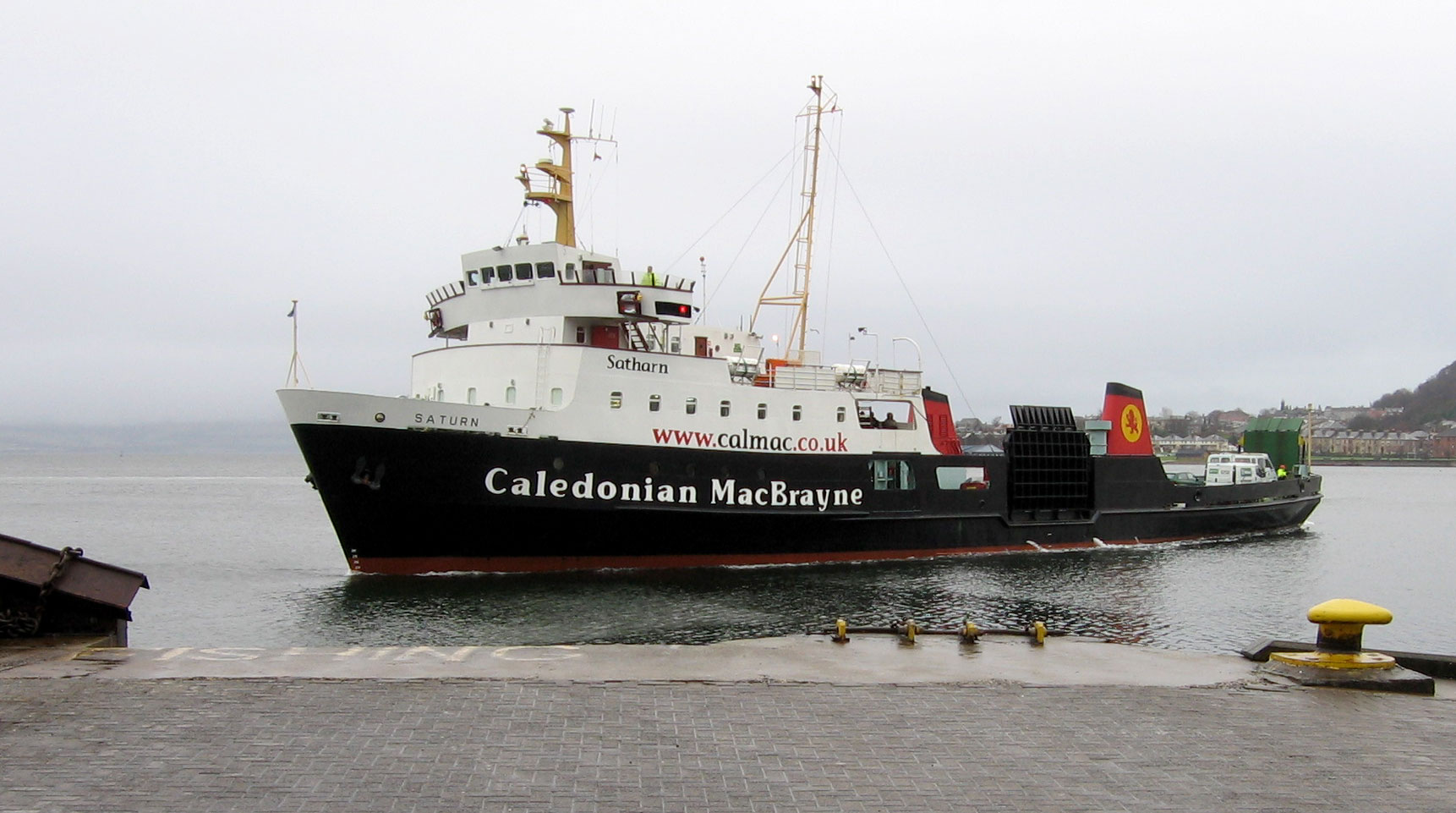
Le MV Saturn (Satharn en gaélique écossais) accostant à Gourock.

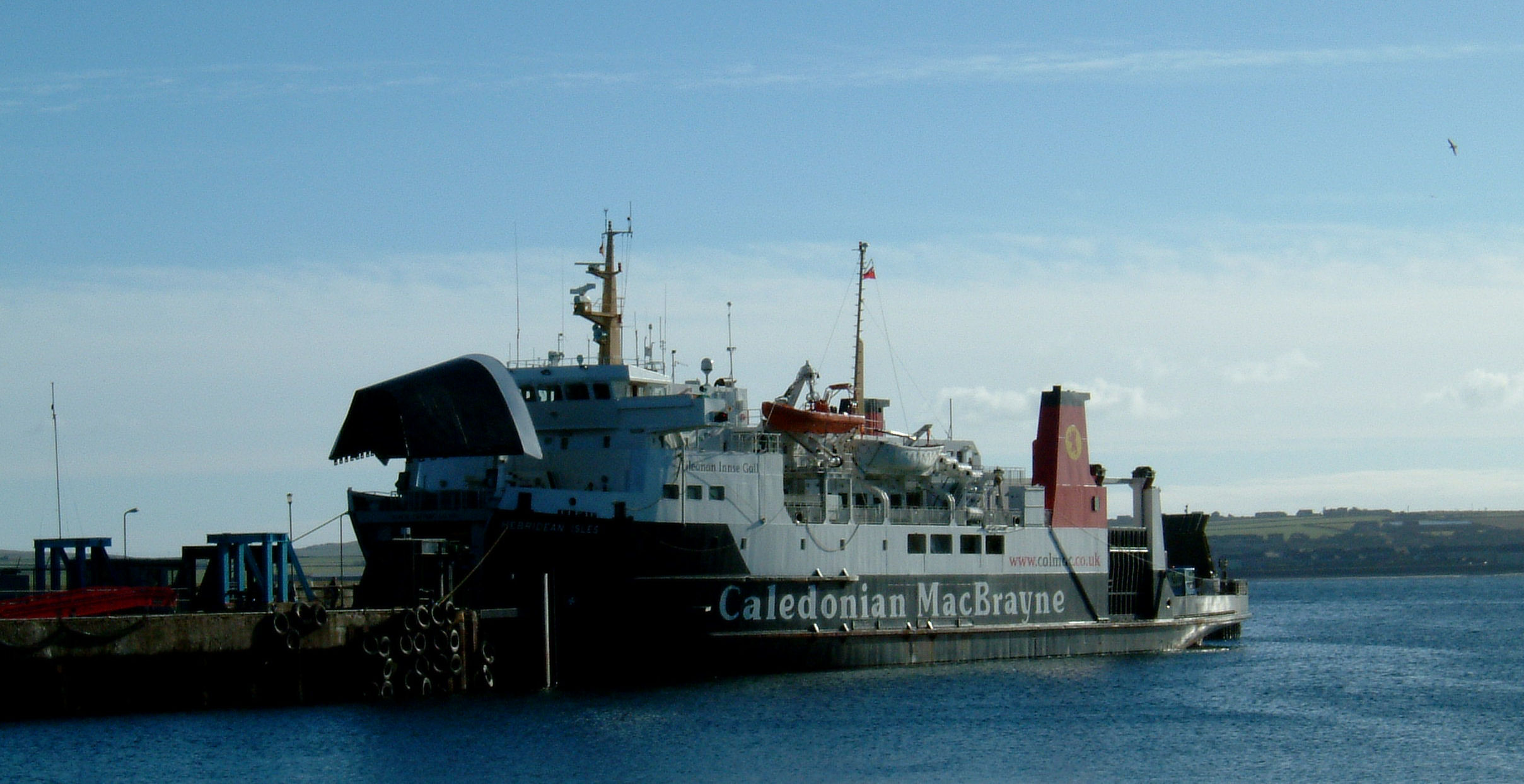
Le MV Hebridean Isles à Scrabster

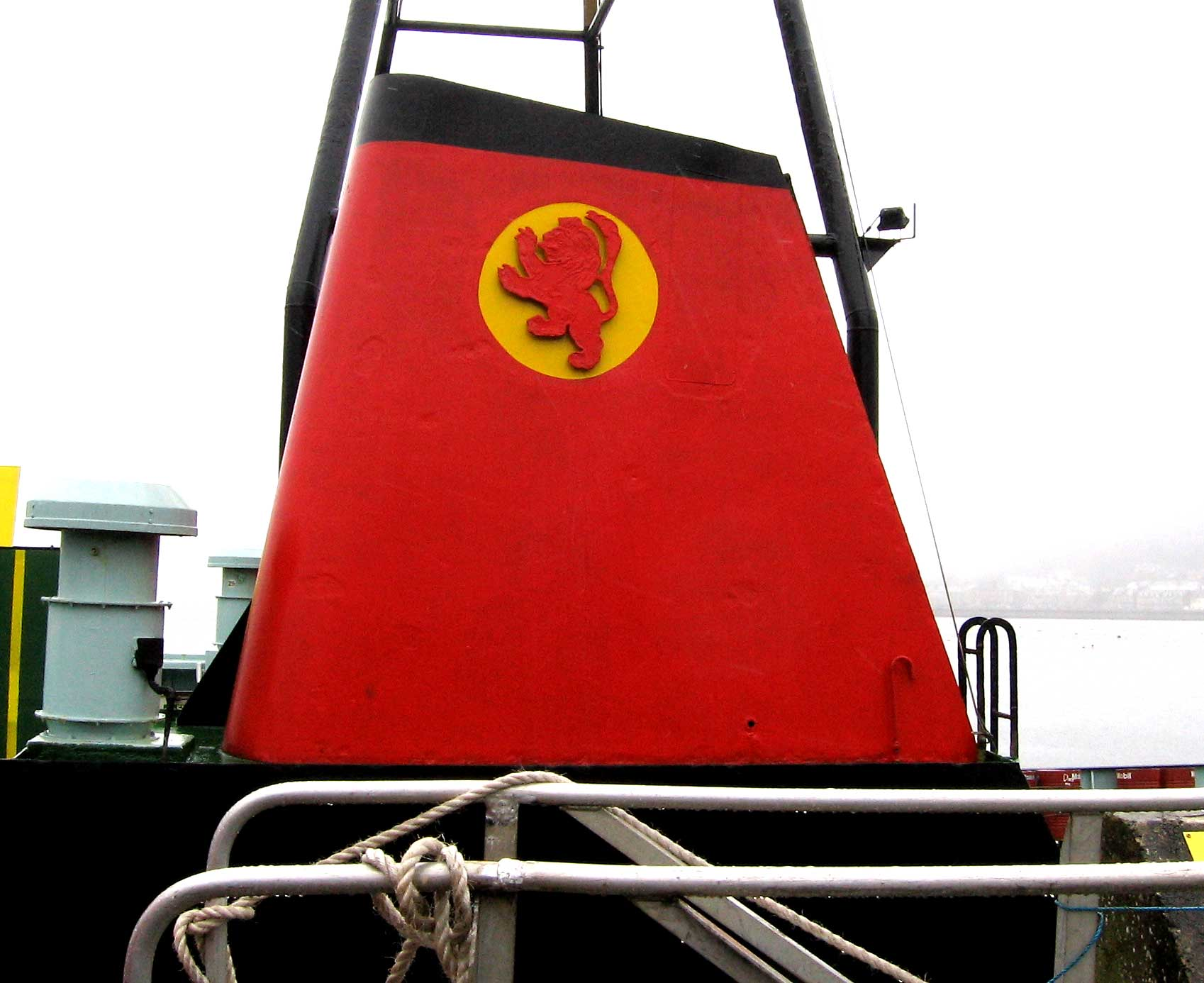
Cheminée du MV Juno portant le logo de la Cal Mac.

| Départ                           | Arrivée                                                 | Traversée                      | Durée               | Navire(s) habituel(s)               |
| -------------------------------- | ------------------------------------------------------- | ------------------------------ | ------------------- | ----------------------------------- |
| Gourock, Inverclyde              | Dunoon, Cowal Peninsula                                 | Firth of Clyde                 | 23 minutes          | MV Jupiter                          |
| Tarbert, Kintyre Peninsula       | Portavadie, Cowal                                       | Loch Fyne                      | 25 minutes          | MV Isle of Cumbrae                  |
| Wemyss Bay, Inverclyde           | Rothesay, Isle of Bute                                  | Firth of Clyde                 | 35 minutes          | MVs Argyle & Bute                   |
| Colintraive, Cowal               | Rhubodach, Northern Bute                                | Kyles of Bute                  | 5 minutes           | MV Loch Dunvegan                    |
| Largs, North Ayrshire            | Cumbrae Slip, Millport, Isle of Cumbrae                 | Firth of Clyde                 | 10 minutes          | MVs Loch Shira & Loch Riddon        |
| Ardrossan, North Ayrshire        | Brodick, Île d'Arran                                    | Firth of Clyde                 | 55 minutes          | MV Caledonian Isles                 |
| Claonaig, Eastern Kintyre        | Lochranza, Île d'Arran                                  | Sound of Bute                  | 30 minutes          | MV Loch Tarbert                     |
| Tayinloan, Western Kintyre       | Ardminish, Isle of Gigha                                |                                | 20 minutes          | MV Loch Ranza                       |
| Kennacraig, Western Kintyre      | Port Ellen, Southern Islay                              | via West Loch Tarbert          | 2 heures 20 minutes | MVs Hebridean Isles & Isle of Arran |
| Kennacraig                       | Port Askaig, Eastern Islay                              | Sound of Islay                 | 2 heures 5 minutes  | MVs Hebridean Isles & Isle of Arran |
| Port Askaig                      | Scalasaig, Isle of Colonsay                             |                                | 1 heure 10 minutes  | MVs Hebridean Isles & Isle of Arran |
| Oban, Argyll                     | Scalasaig, Colonsay                                     |                                | 2 heures 20 minutes | MV Isle of Mull                     |
| Oban                             | Craignure, Isle of Mull                                 | Firth of Lorn                  | 40 minutes          | MV Isle of Mull                     |
| Lochaline, Morvern Peninsula     | Fishnish, Mull                                          | Sound of Mull                  | 15 minutes          | MV Loch Fyne                        |
| Kilchoan, Ardnamurchan Peninsula | Tobermory, Mull                                         | Sound of Mull                  | 35 minutes          | MV Loch Linnhe                      |
| Fionnphort, Ross of Mull         | Iona                                                    | Sound of Iona                  | 5 minutes           | MV Loch Buie                        |
| Oban                             | Achnacroish, Isle of Lismore                            | Lynn of Lorne                  | 50 minutes          | MV Eigg                             |
| Oban                             | Arinagour, Isle of Coll                                 | Firth of Lorne / Sound of Mull | 2 heures 55 minutes | MV Clansman & MV Lord of the Isles  |
| Oban                             | Scarinish, Isle of Tiree                                | Sound of Mull / Little Minch   | 3 heures 20 minutes | MV Clansman & MV Lord of the Isles  |
| Oban                             | Castlebay, Isle of Barra                                | Sound of Mull / Little Minch   | 5 heures            | MV Clansman & MV Lord of the Isles  |
| Oban                             | Lochboisdale, South Uist                                | Sound of Mull / Little Minch   | 5 heures 20 minutes | MV Clansman & MV Lord of the Isles  |
| Mallaig, Sleat Peninsula         | Armadale (île de Skye)                                  | Sound of Sleat                 | 25 minutes          | MV Coruisk                          |
| Mallaig                          | Small Isles (Eigg, Muck, Rùm & Canna)                   |                                |                     | MV Lochnevis                        |
| Sconser, Skye                    | Raasay                                                  | Narrows of Raasay              | 15 minutes          | MV Loch Striven                     |
| Ardmhor, Barra                   | Isle of Eriskay (reliée à South Uist par une chaussée)  | Sound of Barra                 | 40 minutes          | MV Loch Alainn                      |
| Uig, Skye                        | Lochmaddy, North Uist                                   |                                | 1 heure 45 minutes  | MV Hebrides                         |
| Uig, Skye                        | Tarbert, Harris                                         |                                | 1 heure 45 minutes  | MV Hebrides                         |
| Leverburgh, Harris               | Isle of Berneray (reliée à North Uist par une chaussée) | Sound of Harris                | 1 heure             | MV Loch Portain                     |
| Ullapool, Wester Ross            | Stornoway, Lewis                                        | The Minch                      | 2 heures 45 minutes | MV Loch Seaforth                    |
| Ballycastle, Comté d'Antrim      | Rathlin Island                                          |                                | 45 minutes          | MV Canna                            |

(Cette dernière route est la première (et seule) en Irlande du Nord.)

### Nombre de passagers
| Route                                | Passagers (2007) | Passagers (2006) | Écart   | % de variation |
| ------------------------------------ | ---------------- | ---------------- | ------- | -------------- |
| Wemyss Bay - Rothesay                | 770,316          | 759,680          | 10,636  | 1.40           |
| Ardrossan - Brodick                  | 749,062          | 735,928          | 13,134  | 1.78           |
| Claonaig - Lochranza/Tarbet          | 54,514           | 52,393           | 2,121   | 4.05           |
| Largs - Cumbrae                      | 750,416          | 722,561          | 27,855  | 3.86           |
| Colintravie - Rhubodach              | 257,528          | 264,644          | -7,116  | 2.69           |
| Tarbet - Portavadie                  | 60,460           | 67,605           | -7,145  | 10.57          |
| Kennacraig - Islay                   | 157,408          | 152,526          | 4,882   | 3.20           |
| Oban - Craignure                     | 596,742          | 640,426          | -43,684 | 6.82           |
| Oban - Castlebay/Lochboisdale        | 46,562           | 45,296           | 1,266   | 2.79           |
| Lochaline - Fishnish                 | 130,097          | 132,897          | -2,800  | 2.11           |
| Kennacraig - Islay - Colonsay - Oban | 8,685            | 7,309            | 1,376   | 18.83          |
| Oban - Inner/Outer Hebrides          | 9,419            | 9,494            | -75     | 0.79           |